# Wietze (Aller)
Die Wietze ist ein etwa 33,3 km langer linker Nebenfluss der Aller in Niedersachsen, Deutschland.

## Geographie

### Verlauf
Der Fluss entsteht durch den Zusammenfluss von Edder und Flöth nordöstlich von Hannover bei Altwarmbüchen. Von dort fließt das Gewässer einige Kilometer nach Westen durch das südliche Isernhagen bis Langenhagen und von da an nur noch in nördlicher Richtung bis zum Ort Wietze, um kurz dahinter von Süden kommend in die Aller zu münden.
Die Wietze durchzieht in der zweiten Hälfte ihres größtenteils begradigten Flusslaufes eine weitläufige Niederung mit dem überwiegend anmoorigen Wietzenbruch, einem rund 400 Quadratkilometer großen Wald- und Bruchwaldgebiet. An seinem Ostrand liegt der Cellesche Stadtteil Wietzenbruch. Ein großer Teil des Trinkwassers der Stadt Hannover wird in der Niederung der Wietze gefördert.
Die Wietze setzt die Fließrichtung der bei Hannover nach Westen schwenkenden Leine nach Norden fort. Der Name des Flusses wird von wizene (Bergulmenfluss) abgeleitet.
Gespeist wird die Wietze östlich von Isernhagen-Süd auch vom Laher Graben, der bis Hannovers Stadtteil Bothfeld als Wietzegraben bezeichnet wird und seinerseits eine Verlängerung des Bockmerholzbaches darstellt.

## Geschichte
Der Fluss tritt erstmals 1669 als „die Wietzen“ schriftlich in Erscheinung. Der Name steht wohl in Zusammenhang mit den germanischen Wörtern *weika- „schwach, nachgiebig, weich“ oder *wīkō für „Bucht“.
Noch im 19. Jahrhundert wurde in der Wietze Fischfang betrieben. Um Isernhagen wurden die Wietzeauen ab dem 19. Jahrhundert entwässert. Dadurch konnten Überschwemmungen des besiedelten umliegenden Gebietes reguliert werden.

## Ökologie
Seit 2012 gestaltet die Stadt Hannover die in ihrem Gebiet verlaufende Wietze mit dem Ziel um, ein der EU-Wasserrahmenrichtlinie entsprechendes Gewässersystem zu schaffen. Im Zuge dessen legt die Stadt für Auen typische Rückhalteräume für Hochwasser an. Sie gestaltet das Bachbett der Wietze in einigen Bereichen neu, dabei einen bogenförmigen Verlauf erzeugend und die bisherigen Teile als Altarme erhaltend. Flachere Ufer mit einem Übergang zu angrenzenden Brachflächen werden geschaffen. In die Sohle des Baches wird Kies und Totholz eingebaut. Sie wird dadurch in ihrer Struktur aufgewertet. Neue Teichwiesen und eine Auenlandschaft sollen in einigen Bereichen entstehen.
Anfang der 2000er entstand an der Grenze der Stadt Langenhagen und der Gemeinde Isernhagen der sogenannte Wietzepark, innerhalb dessen auch Renaturierungsprojekte an der Wietze realisiert wurden.
Seit Anfang 2021 erhielt die Wietze auf hannoverschem Stadtgebiet im Landschaftsraum Fuhrbleek auf rund 700 Metern Länge einen naturnahen Verlauf, wobei Teile der bisherigen Wietze als Altarme erhalten blieben.